# 石炭小管蟲屬
沃洛斯克石炭小管蟲（學名：Carbotubulus waloszeki）是石炭小管蟲屬（學名：Carbotubulus）的一個種，是目前發現到唯一存活在石炭紀的葉足動物。具有突出的圓柱形頭部區域，是身體長度的三分之一，九對長的管狀步行肢（葉足），以及與頭部區域相關的另外一對小附肢，身體表面光滑。

## 發現與命名
由 Joachim T. Haug（德國格賴夫斯瓦爾德大學）、Georg Mayer（萊比錫大學）、Carolyn Haug（美國耶魯大學）和 Derek E.G. Briggs（耶魯大學）研究了美國伊利諾州梅森溪地區的卡本代爾地層（弗朗西斯溪頁岩地層）。目前只發現一個化石標本是ROM 47514，保存在位於加拿大多倫多市皇家安大略博物館。是在美國伊利諾伊州的Carbondale Formation 馬榮溪化石群發現的。
Carbotubulus源自拉丁語“carbo”，指的是石炭紀地質時期和tubulus的意思是“小管”，指的是石炭小管蟲的管狀腿。 該物種以德國動物學家Dieter Varoszek命名。

## 外型
體長比體寬近七倍（保存總長約35毫米，直徑約4.8毫米）， 四肢長度至少為11毫米和直徑2毫米。
細長身體，有十對葉足。最前面的一對較小，位於圓柱形頭部區域的前面，與其餘葉足分開。頭部區域的前部部分沒有結核（concretion），Haug將這個區域稱作為前端，因為它類似於葉足動物的有足埃謝櫛蠶（Aysheaia pedunculata）和奧爾斯瓦爾德異蟲（Xenusion auerswaldae）的管狀頭部區域，而腿對集中在相對的末端身體區域，因此類似於這些葉足動物的後端。兩對深色圓形斑點位於頭部第一對葉足前方的側面，前一對斑點比後一對斑點大，這些斑點的身份尚不清楚，但由於它們的對稱排列，Haug認為應該是真實的形態結構。

## 分類學
Carbotubulus waloszeki的發現擴展了長腿葉足動物形態的範圍，以前被認為是寒武紀的典型形態，大約2億年進入石炭紀晚期，在那裡它與本質上現代的有爪动物门形態共存。

## 資料來源
1. 1 2 3  Haug, Joachim T.; Mayer, Georg; Haug, Carolin; Briggs, Derek E.G. . Current Biology. 2012-09, 22 (18). ISSN 0960-9822. doi:10.1016/j.cub.2012.06.066.
2. ↑  Murdock, Duncan J. E.; Gabbott, Sarah E.; Purnell, Mark A. . BMC Evolutionary Biology. 2016-01-22, 16 (1)  [2023-11-12]. ISSN 1471-2148. doi:10.1186/s12862-016-0582-7. （原始内容存档于2023-11-12）.
3. ↑  Siveter, Derek J.; Briggs, Derek E. G.; Siveter, David J.; Sutton, Mark D.; Legg, David. . Royal Society Open Science. 2018-08, 5 (8). ISSN 2054-5703. doi:10.1098/rsos.172101.
4. ↑  Caron, Jean-Bernard; Aria, Cédric. . BMC Evolutionary Biology. 2017-01-31, 17 (1). ISSN 1471-2148. doi:10.1186/s12862-016-0858-y.
5. ↑  Murdock, Duncan JE; Gabbott, Sarah E; Mayer, Georg; Purnell, Mark A. . BMC Evolutionary Biology. 2014-11-29, 14 (1). ISSN 1471-2148. doi:10.1186/s12862-014-0222-z.
6. ↑  . Philosophical Transactions of the Royal Society of London. B, Biological Sciences. 1978-11-16, 284 (1000). ISSN 0080-4622. doi:10.1098/rstb.1978.0061.
7. ↑  Dzik, Jerzy; Krumbiegel, Günter. . Lethaia. 1989-04, 22 (2). ISSN 0024-1164. doi:10.1111/j.1502-3931.1989.tb01679.x.